# ویلیام دوم ژردان
ویلیام دوم جردن، فرزند ویلیام یکم، کنت برگا، کنت ساردنی و تایب‌السلطنه کنت‌نشین طرابلس بود. همزمان با نخستین جنگ صلیبی، وی به همراه ریمون چهارم، کنت تولوز عازم اراضی مقدس شد و پس از مرگ ریمون به عنوان نایب فرزند خردسالش، آلفونسو جردن، کنترل کنت‌نشین طرابلس را در دست گرفت تا آن که برتراند دیگر فرزند ریمون به اراضی مقدس رسید. با آغاز اختلاف میان وی و برتراند، پسر ریمون موفق شد با حمایت پادشاه اورشلیم، بالدوین یکم، نیمی از تیول‌های پدرش به دست آورد و نیمی دیگر در کنترل ویلیام باقی بماند.
با حمله صلیبیون به طرابلس و محاصره آن با کمک جنوایی، طرابلس در ۱۲ ژوئیه توسط برتراند تصرف شد. اندک زمانی پس از تصرف شهر، ویلیام به‌خاطر زخمی که در حین محاصره برداشته بود، درگذشت تا برتراند کنترل کامل کنت‌نشین را در دست بگیرد.